# Horocycle

Un horocycle (en bleu) dans le modèle du disque de Poincaré ; les normales (en rouge) convergent asymptotiquement vers un point à l'infini, le « centre » de l'horocycle.

En géométrie hyperbolique, un horocycle (ou parfois horicycle, du grec moderne : ὅριον + κύκλος — frontière + cercle) est une courbe dont les normales convergent asymptotiquement vers le même point à l'infini. Généralisant certaines propriétés des droites et des cercles euclidiens, les horocycles sont représentés dans le modèle du disque de Poincaré par des cercles tangents au cercle limite.

## Définition
En géométrie euclidienne, une courbe dont toutes les normales sont parallèles est une droite. En géométrie hyperbolique, on appelle horocycle  une courbe dont toutes les normales sont asymptotiquement parallèles, c'est-à-dire qu'elles sont non sécantes, mais que leur distance tend vers 0 à l'infini ; toutes ces normales，appelées rayons de l'horocycle, convergent donc vers le même point à l'infini, le centre de l'horocycle.
Un horocycle peut aussi être défini comme la courbe limite d'une famille de cercles ayant une tangente commune en un point donné, lorsque le rayon de ces cercles tend vers l'infini. Selon le côté de la tangente, on obtient ainsi deux horocycles, ayant pour centres les points à l'infini de la perpendiculaire à la tangente en ce point. De même, on peut obtenir un horocycle comme courbe limite d'hypercycles dont le rayon tend vers l'infini ; à ce sens, il y a une analogie entre horocycles et droites euclidiennes, qui se prolonge en une analogie entre parallèles asymptotes et hyperparallèles, d'une part, et horocycles et hypercycles de l'autre.

## Propriétés

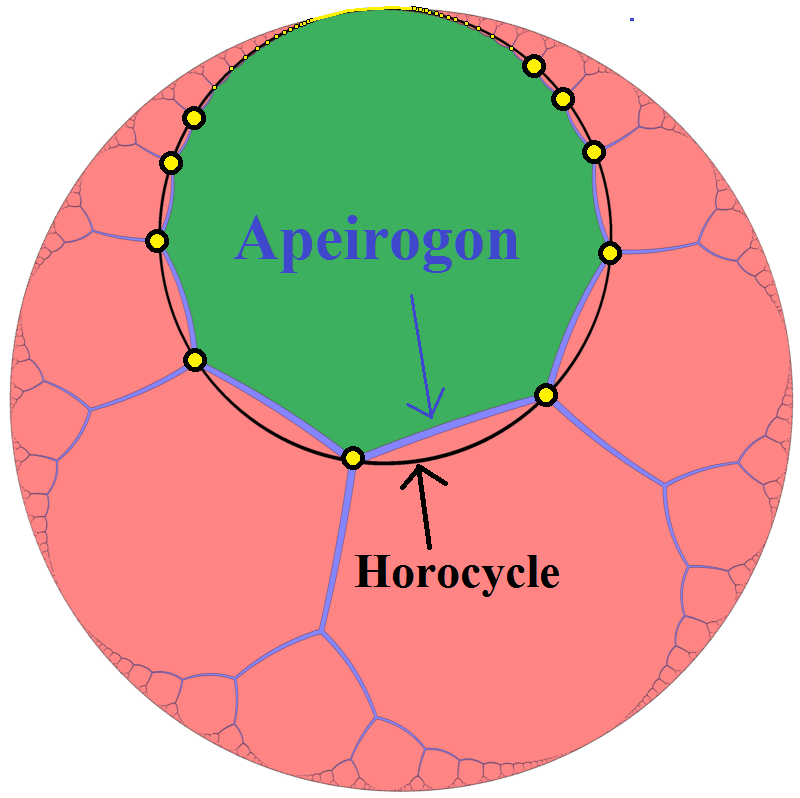
Un polygone régulier ayant un nombre infini de côtés (un apeirogone), inscrit dans un horocycle.

Certaines des propriétés ci-dessous sont analogues aux propriétés des cercles et des hypercycles ; à ce sens, horocycles et hypercycles peuvent être vus comme des cercles généralisés du plan hyperbolique.
- Par un couple (A,B) de points distincts quelconque passent deux horocycles, dont les centres sont les points à l'infini de la médiatrice du segment AB.
- Par un point A d'une droite D passent deux horocycles tangents à D en A  (par passage à la limite du résultat précédent lorsque B tend vers A) ; ces horocycles sont limites des cercles tangents à D en A lorsque le rayon de ces cercles  tend vers l'infini.
- Trois points d'un horocycle ne sont ni alignés, ni cocycliques, ni sur un hypercycle commun.
- On en déduit que deux courbes de la famille des droites, cercles, horocycles et hypercycles ont au plus deux points en commun
- La médiatrice  d'une corde d'un horocycle est normale à l'horocycle et bissecte l'arc sous-tendu par la corde.
- Malgré les apparences (dans le disque de Poincaré, par exemple), deux horocycles quelconques sont congruents, y compris s'ils sont concentriques, c'est-à-dire s'ils ont le même point à l'infini.

### Propriétés métriques
- La longueur d'un arc d'horocycle entre deux points est supérieure à celle de tout arc d'hypercycle entre ces points (et bien sûr à celle du segment les joignant), mais inférieure à celle de tout arc de cercle entre eux.

- La longueur d'une corde  entre deux points d'un horocycle tendant vers le centre par les deux côtés tend vers l'infini, en dépit de ce que le modèle du disque de Poincaré montre ces points se rapprocher.
- Si C est le centre d'un horocycle  et A et B  deux points de l'horocycle, les angles {\displaystyle {\widehat {CAB}}} et {\displaystyle {\widehat {CBA}}} sont égaux (autrement dit, le triangle « idéal » ACB est isocèle)[1].
- L'aire d'un secteur d'horocycle (l'espace compris entre deux rayons  et l'arc qu'ils découpent) est fini[2].

En prenant comme courbure du plan hyperbolique K = −1 :
- La longueur s d'un arc d'horocycle entre deux points séparés d'une distance d est  {\displaystyle s=2\sinh {\frac {d}{2}}} (où sinh est la fonction sinus hyperbolique)[4].

- La longueur d'un arc d'horocycle tel que la tangente à une extrémité est asymptotiquement parallèle au rayon correspondant à l'autre extrémité est 1[5] ; il en est de même de l'aire du secteur correspondant à cet arc[6].
- La courbure géodésique (en) d'un horocycle vaut 1 en chaque point.

## Représentations dans les modèles du plan hyperbolique

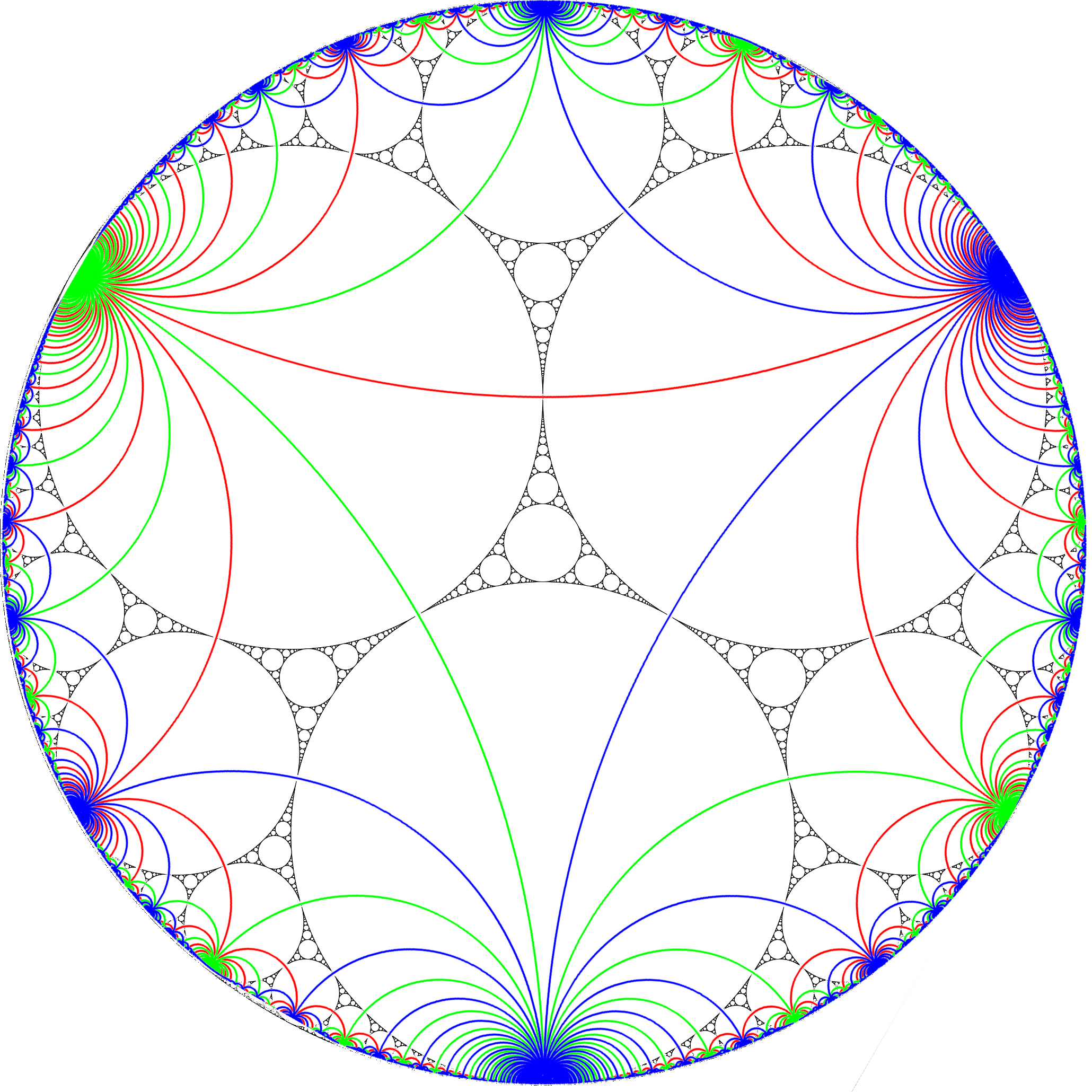
Baderne d'Apollonius inscrite dans le disque de Poincaré ; les cercles tangents à la frontière sont des horocycles. Les lignes supplémentaires sont des droites (rayons communs à deux horocycles), formant un pavage du plan hyperbolique par des triangles idéaux tous congruents.

### Modèles de Poincaré
Dans le modèle du disque de Poincaré, les horocycles sont représentés par des cercles tangents au cercle limite, et leur centre est le point de tangence ; l’ensemble des horocycles ayant un centre commun forme un faisceau de cercles, orthogonal au faisceau des « droites » passant par ce centre. Dans le modèle du demi-plan de Poincaré, les horocycles sont de même représentés par des cercles tangents à la droite limite (l'axe des abscisses), ainsi que par des droites parallèles à cet axe, dont le centre est le point à l'infini de l'axe des ordonnées.

### Modèle de l'hyperboloïde
Dans le modèle de l'hyperboloïde, les horocycles sont représentés par les intersections de l'hyperboloïde avec des plans dont les normales appartiennent au cône asymptote.